# Kopor'e
Kopor'e (in russo: Копорье; in finlandese: Kaprio; in svedese: Koporje) è un villaggio (selo) storico della Russia, situato nell'Oblast' di Leningrado, circa 100 km a ovest di San Pietroburgo e 12 km a sud del Golfo di Kopor'e nel Mar Baltico. La sua popolazione nel 2017 era di 1 603 abitanti.
Nel villaggio nacque il pittore Orest Kiprenskij.

## La fortezza
Nel villaggio fu costruita un'importante fortezza dai Cavalieri Teutonici nell'inverno del 1240, distrutta da Aleksandr Nevskij l'anno successivo. La seconda fortezza fu costruita in pietra dal figlio di Aleksander Dmitrij I Aleksandrovič nel 1280 e fu poi una roccaforte strategica nell'ambito delle guerre tra Terra di Novgorod, Russia e di Svezia.
Quando il Golfo di Finlandia divenne poco profondo e si ritirò a nord, il sito iniziò a perdere la sua importanza marittima. Nel 1703, durante la Grande guerra del Nord, l'esercito russo sotto Boris Šeremetev riconquistò Kopor'e, che era difeso da 80 soldati svedesi sotto il comandante, il capitano Wasili Apolloff. Si possono ancora vedere enormi spazi vuoti nei muri della fortezza causati dal disastroso fuoco dell'artiglieria russa.
Nonostante alcune riparazioni intraprese nel XIX secolo, la fortezza sopravvive in uno stato in rovina. Oggi è un museo.